# 泰利齐
泰利齐（義大利語：Terlizzi），是意大利普利亚大区巴里廣域市的一个市镇。总面积68平方公里，人口27387人，人口密度402.8人/平方公里（2009年）。ISTAT代码为072043。